# مقاتل غير قانوني

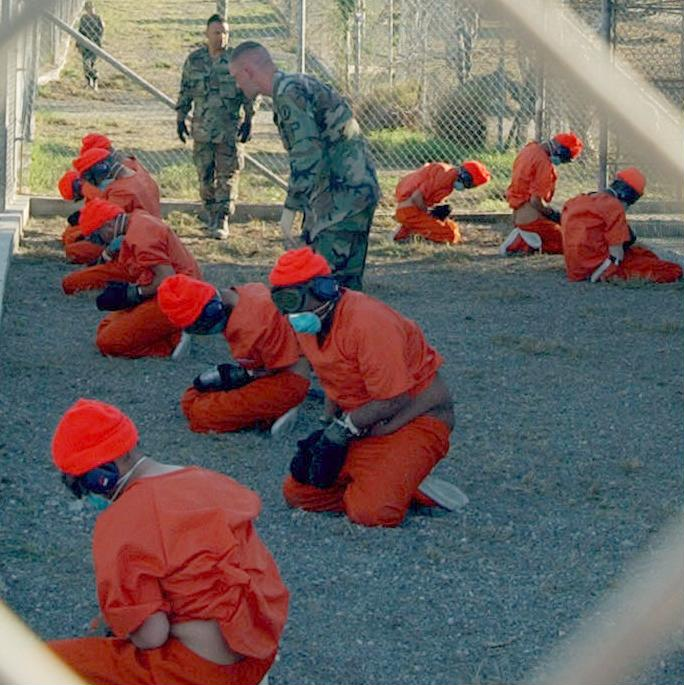

المقاتل غير القانوني أو المقاتل غير الشرعي  (بالإنجليزية: Unlawful combatant)‏ هو شخص يشارك مباشرة في نزاع مسلح ينتهك قوانين الحرب أو يقاتل خارج القوات العسكرية المعترف بها دوليًا. قد يتمُّ احتجاز المقاتل غير القانوني أو ملاحقته قضائياً بموجب القانون المحلي للبلد المحتجز فيه. تشير اللجنة الدولية للصليب الأحمر إلى أن الشروط غير محددة في أي اتفاقيات دولية.